# Dr. House (2. řada)
Druhá řada televizního seriálu Dr. House následovala po první řadě a předcházela třetí řadě tohoto seriálu. Má celkem 24 dílů a byla premiérově vysílána americkou stanicí Fox od září 2005 do května 2006.

## Díly
| Č. v seriálu                                                                                        | Č. v řadě | Původní název          | Český název         | Režie                 | Scénář                                               | Premiéra v USA     | Premiéra v ČR     |
| --------------------------------------------------------------------------------------------------- | --------- | ---------------------- | ------------------- | --------------------- | ---------------------------------------------------- | ------------------ | ----------------- |
| 23                                                                                                  | 1         | Acceptance             | Smíření             | Dan Attias            | Russel Friend a Garrett Lerner                       | 13. září 2005      | 19. března 2007   |
| Konečná diagnóza: žláza produkující adrenalin a otrava methanolem (Clarence), karcinom plic (Cindy) |           |                        |                     |                       |                                                      |                    |                   |
| 24                                                                                                  | 2         | Autopsy                | Neviditelný nádor   | Deran Sarafian        | Lawrence Kaplow                                      | 20. září 2005      | 26. března 2007   |
| Konečná diagnóza: nezhoubný nádor srdce                                                             |           |                        |                     |                       |                                                      |                    |                   |
| 25                                                                                                  | 3         | Humpty Dumpty          | Bumbrlíček          | Dan Attias            | Matt Witten                                          | 27. září 2005      | 2. dubna 2007     |
| Konečná diagnóza: psitakóza                                                                         |           |                        |                     |                       |                                                      |                    |                   |
| 26                                                                                                  | 4         | TB or Not TB           | Tuberák             | Peter O'Fallon        | David Foster                                         | 1. listopadu 2005  | 16. dubna 2007    |
| Konečná diagnóza: mikro tumor sleziny                                                               |           |                        |                     |                       |                                                      |                    |                   |
| 27                                                                                                  | 5         | Daddy's Boy            | Tatínkův chlapeček  | Greg Yaitanes         | Thomas L. Moran                                      | 8. listopadu 2005  | 23. dubna 2007    |
| Konečná diagnóza: nemoc z ozáření                                                                   |           |                        |                     |                       |                                                      |                    |                   |
| 28                                                                                                  | 6         | Spin                   | Kolotoč             | Fred Gerber           | Sara Hess                                            | 15. listopadu 2005 | 30. dubna 2007    |
| Konečná diagnóza: chronická aplázie                                                                 |           |                        |                     |                       |                                                      |                    |                   |
| 29                                                                                                  | 7         | Hunting                | Lovci               | Gloria Muzio          | Liz Friedman                                         | 22. listopadu 2005 | 7. května 2007    |
| Konečná diagnóza: parazitická cysta způsobená echinokokem                                           |           |                        |                     |                       |                                                      |                    |                   |
| 30                                                                                                  | 8         | The Mistake            | Chyba               | David Semel           | Peter Blake                                          | 29. listopadu 2005 | 14. května 2007   |
| Konečná diagnóza: prasklý žaludeční vřed, odumřelá játra, žloutenka typu C, rakovina                |           |                        |                     |                       |                                                      |                    |                   |
| 31                                                                                                  | 9         | Deception              | Hypochondr          | Deran Sarafian        | Michael R. Perry                                     | 13. prosince 2005  | 21. května 2007   |
| Konečná diagnóza: Clostridium_perfringens a Münchhausenův syndrom                                   |           |                        |                     |                       |                                                      |                    |                   |
| 32                                                                                                  | 10        | Failure to Communicate | Nedorozumění        | Jace Alexander        | Doris Egan                                           | 10. ledna 2006     | 28. května 2007   |
| Konečná diagnóza: mozková malárie                                                                   |           |                        |                     |                       |                                                      |                    |                   |
| 33                                                                                                  | 11        | Need to Know           | Musím to vědět      | David Semel           | Pamela Davis                                         | 7. února 2006      | 4. června 2007    |
| Konečná diagnóza: jaterní adenom způsobený antikoncepcí                                             |           |                        |                     |                       |                                                      |                    |                   |
| 34                                                                                                  | 12        | Distractions           | Rozptýlení          | Dan Attias            | Lawrence Kaplow                                      | 14. února 2006     | 11. června 2007   |
| Konečná diagnóza: Serotoninový syndrom                                                              |           |                        |                     |                       |                                                      |                    |                   |
| 35                                                                                                  | 13        | Skin Deep              | Modelka             | Jim Hayman            | Russel Friend, Garrett Lerner a David Shore          | 20. února 2006     | 18. června 2007   |
| Konečná diagnóza: mužský pseudohermafroditismus a rakovina varlat                                   |           |                        |                     |                       |                                                      |                    |                   |
| 36                                                                                                  | 14        | Sex Kills              | Sex zabíjí          | David Semel           | Matt Witten                                          | 7. března 2006     | 25. června 2007   |
| Konečná diagnóza: brucelóza (Henry), kapavka (Laura)                                                |           |                        |                     |                       |                                                      |                    |                   |
| 37                                                                                                  | 15        | Clueless               | Zlaté ruce          | Deran Sarafian        | Thomas L. Moran                                      | 28. března 2006    | 3. září 2007      |
| Konečná diagnóza: otrava zlatem                                                                     |           |                        |                     |                       |                                                      |                    |                   |
| 38                                                                                                  | 16        | Safe                   | Výtah do života     | Félix Enríquez Alcalá | Peter Blake                                          | 4. dubna 2006      | 10. září 2007     |
| Konečná diagnóza: šoky a paralýza způsobená klíštětem                                               |           |                        |                     |                       |                                                      |                    |                   |
| 39                                                                                                  | 17        | All In                 | Sázka na život      | Fred Gerber           | David Foster                                         | 11. dubna 2006     | 17. září 2007     |
| Konečná diagnóza: Erdheim-Chesterova choroba                                                        |           |                        |                     |                       |                                                      |                    |                   |
| 40                                                                                                  | 18        | Sleeping Dogs Lie      | Spící psi lžou      | Greg Yaitanes         | Sara Hess                                            | 18. dubna 2006     | 24. září 2007     |
| Konečná diagnóza: mor                                                                               |           |                        |                     |                       |                                                      |                    |                   |
| 41                                                                                                  | 19        | House vs God           | House vs. Bůh       | John F. Showalter     | Doris Egan                                           | 25. dubna 2006     | 1. října 2007     |
| Konečná diagnóza: herpetická encefalitida                                                           |           |                        |                     |                       |                                                      |                    |                   |
| 42                                                                                                  | 20        | Euphoria Part 1        | Euforie: První část | Deran Sarafian        | Matthew V. Lewis                                     | 2. května 2006     | 8. října 2007     |
| Konečná diagnóza: legionela, Naegleria fowleri                                                      |           |                        |                     |                       |                                                      |                    |                   |
| 43                                                                                                  | 21        | Euphoria Part 2        | Euforie: Druhá část | Deran Sarafian        | Russel Friend, Garrett Lerner a David Shore          | 3. května 2006     | 15. října 2007    |
| Konečná diagnóza: legionela, Naegleria fowleri                                                      |           |                        |                     |                       |                                                      |                    |                   |
| 44                                                                                                  | 22        | Forever                | Na věky             | Daniel Sackheim       | Liz Friedman                                         | 8. května 2006     | 22. října 2007    |
| Konečná diagnóza: celiakie                                                                          |           |                        |                     |                       |                                                      |                    |                   |
| 45                                                                                                  | 23        | Who's Your Daddy       | Kdo je tvůj táta?   | Martha Mitchell       | John Mankiewicz, Lawrence Kaplow a Charles M. Duncan | 16. května 2006    | 29. října 2007    |
| Konečná diagnóza: houba zygomykóza                                                                  |           |                        |                     |                       |                                                      |                    |                   |
| 46                                                                                                  | 24        | No Reason              | Příčina neznámá     | David Shore           | Lawrence Kaplow a David Shore                        | 23. května 2006    | 5. listopadu 2007 |
| Konečná diagnóza: halucinace                                                                        |           |                        |                     |                       |                                                      |                    |                   |